# وانگ یانگ-چینگ

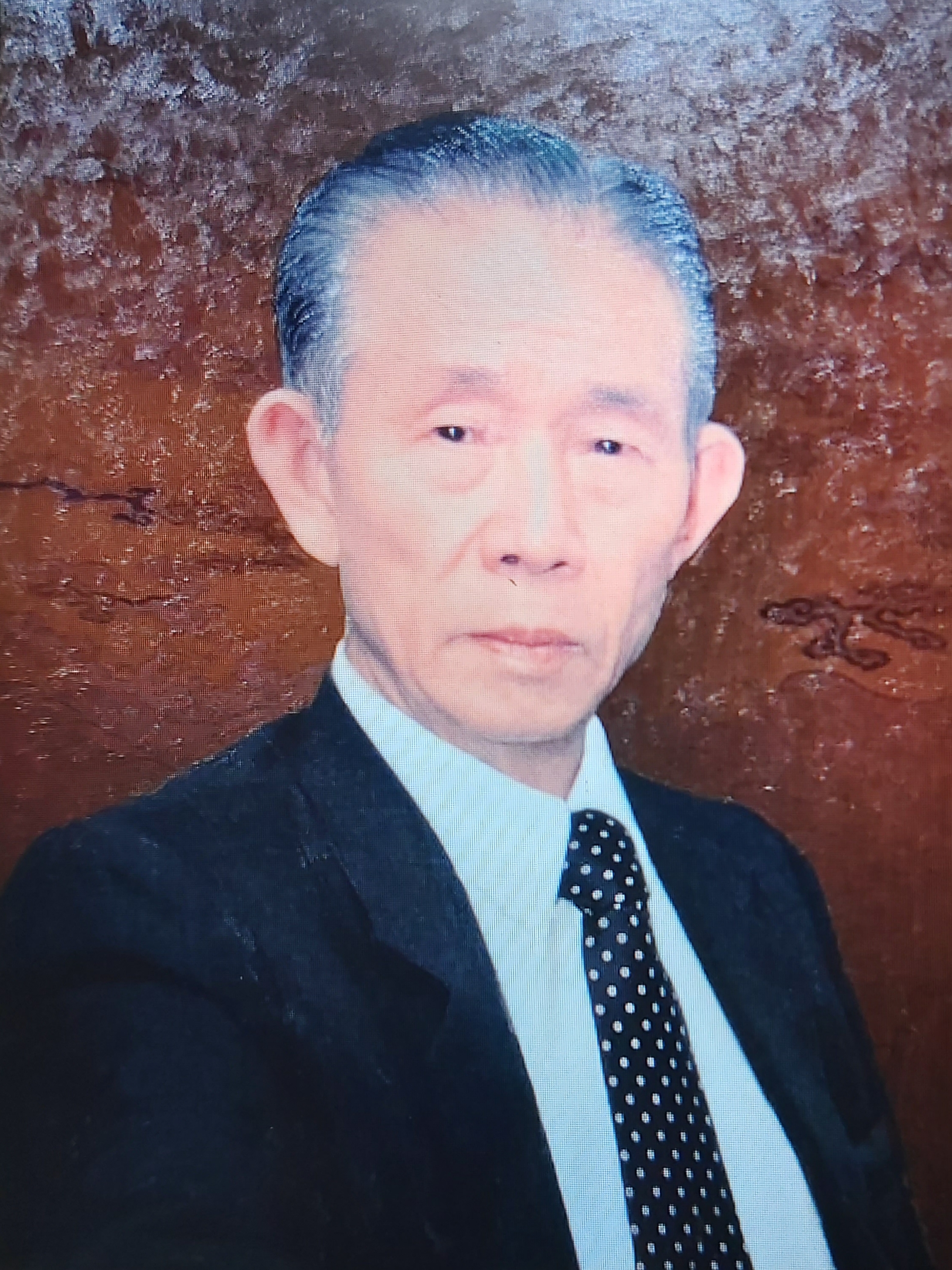
وانگ یانگ-چینگ در سال ۱۹۶۶

وانگ یانگ-چینگ (انگلیسی: Wang Yung-ching؛ ۱۸ ژانویهٔ ۱۹۱۷ – ۱۵ اکتبر ۲۰۰۸) کارآفرین، سرمایه‌دار و مدیر ارشد اجرایی تایوانی بود، که در سال ۱۹۵۸ با مشارکت برادرش گروه فورموسا پلاستیکس را تأسیس کرد.